# Démocratie corinthiane
La Démocratie corinthiane (Democracia Corinthiana en portugais) était un mouvement idéologique et une manière innovante de diriger un club de football, reconnue au Brésil comme l'une des plus importantes actions menées dans l'intention de combattre la dictature militaire brésilienne et le seul mouvement de cette nature mené à ce jour dans le football. C'était une cellule politique idéaliste mais efficace qui combattait la manière autoritaire par laquelle la direction du club contrôlait ses joueurs, de la même façon que les militaires gouvernaient le pays.

## Avant la Démocratie corinthiane
Hormis les stars du championnat, les footballeurs vivent dans des conditions précaires et ne servent au régime qu'à instaurer la paix sociale. Les joueurs sont sous le joug de dirigeants de clubs corrompus au service du pouvoir. C'est ce qui conduit l'international brésilien Sócrates, pourtant lui-même un de ces privilégiés, à déclarer :

« Quatre-vingt-dix pour cent des joueurs ont une condition de vie inhumaine. Soixante-dix pour cent gagnent moins que le salaire minimal. Si les joueurs l’acceptent, [les dirigeants] sont paternalistes. Sinon, ils sont autoritaires. »

— Sócrates.

## La genèse
En novembre 1981, les Corinthians, alors à la déroute sur le plan sportif, voient arriver comme nouveau directeur sportif Adilson Monteiro Alves, un sociologue de trente-cinq ans qui s'était opposé au régime dans sa jeunesse. Celui-ci propose aux joueurs de cesser de les payer par l'intermédiaire de primes de matches mais de redistribuer les recettes du stade et de la télévision à tous les salariés du club.
Au fur et à mesure, les joueurs commencent à prendre les décisions sportives collectivement : ils abolissent les mises au vert et décident eux-mêmes de la manière de préparer les matches, de l'organisation des déplacements et du recrutement des joueurs et des entraîneurs. Ils nomment ainsi Zé Maria, joueur du club et champion du monde 1970, entraîneur du club. C'est la seule fois dans l'histoire du football qu'une telle chose se produit.

## Symbole de la lutte contre la dictature

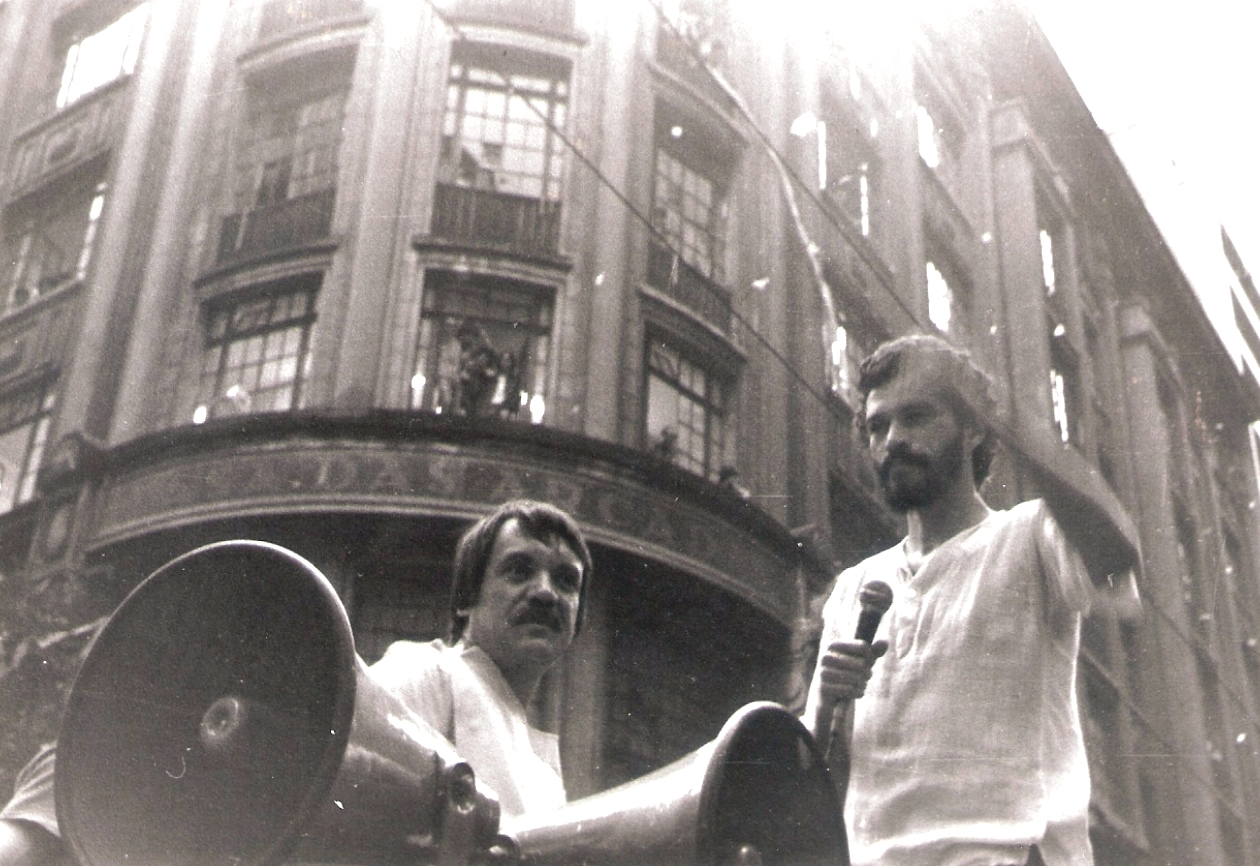
Sócrates participant à une action de Diretas Já, mouvement brésilien en faveur de la démocratie.

En novembre 1982, le régime dictatorial alors en perte de vitesse permet l'élection du gouverneur de São Paulo, la première élection démocratique depuis le coup d'État de 1964. Les joueurs entrent alors sur la pelouse avec comme inscriptions sur leurs maillots des messages incitant les citoyens à aller voter. Le régime ne peut rien faire. Il ne peut pas non plus s'opposer par la suite à l'élection du président du club par les sócios. 
En 1983 en finale du Campeonato Paulista, les joueurs entrent sur le terrain avec une banderole « Ganhar ou perder, mas sempre com democracia », soit « Gagner ou perdre, mais toujours en démocratie ».
Le mouvement alors mené par Sócrates, Wladimir, Walter Casagrande et Zé Maria prend de l'ampleur et devient un des symboles de l'élan démocratique qui traverse le pays. Il reçoit ainsi le soutien d'intellectuels tels que le publiciste Washington Olivetto (pt).

« Nous exercions notre métier avec plus de liberté, de joie et de responsabilité. Nous étions une grande famille, avec les épouses et les enfants des joueurs. Chaque match se disputait dans un climat de fête [...] Sur le terrain, on luttait pour la liberté, pour changer le pays. Le climat qui s’est créé nous a donné plus de confiance pour exprimer notre art. »

— Sócrates.
De plus, l'équipe développe un football très offensif et spectaculaire et enchaîne les succès, ce qui contribue à renforcer la sympathie du pays à l'égard du mouvement. L'écrivain uruguayen Eduardo Galeano déclare à propos de cette période du club pauliste :

« Tant que dura la démocratie, le Corinthians, gouverné par ses joueurs, offrit le football le plus audacieux et le plus éclatant de tout le pays, il attira les plus grandes foules dans les stades et remporta deux fois de suite le championnat. »

— Eduardo Galeano.

## Essoufflement du mouvement
À partir de 1984, les départs du club des leaders charismatiques du mouvement que sont Sócrates, Casagrande et Zé Maria ainsi que les mauvais résultats sportifs face à la consolidation du football moderne — des clubs à la gestion classique deviennent dominants, l'emprise de la FIFA et de l'UEFA... — affaiblissent le mouvement. De plus, avec la restauration de la démocratie au Brésil en 1985, la Démocratie corinthiane n'a plus de raison d'exister,.
D'anciens dirigeants des Corinthians profitent des élections de la même année pour écarter Orlando Alves et reprendre le club en mains et mettre fin à cette expérience unique dans le football. Cette histoire est racontée dans le livre Corintian Democracy – A Utopia em Jogo, de Sócrates et Ricardo Gozzi.